# Судейское сообщество
Судейское сообщество — совокупность всех судей в данном государстве. Судейское сообщество в России образуют судьи федеральных судов всех видов и уровней, судьи судов субъектов РФ, составляющих судебную систему РФ. Согласно ст. 29 ФКЗ "О судебной системе Российской Федерации" от 31 декабря 1996 г. высшим органом судейского сообщества является Всероссийский съезд судей, который формирует Совет судей Российской Федерации и Высшую квалификационную коллегию судей РФ.
Компетенция и порядок образования органов судейского сообщества устанавливаются ФЗ "Об органах судейского сообщества в Российской Федерации" от 14 марта 2002 г. В соответствии с указанным законом органами судейского сообщества в РФ являются: 
- Всероссийский съезд судей;
- конференции судей субъектов РФ;
- Совет судей РФ;
- советы судей субъектов РФ;
- общие собрания судей судов;
- Высшая квалификационная коллегия судей РФ;
- квалификационные коллегии судей субъектов РФ.
- Высшая экзаменационная комиссия по приему квалификационного экзамена на должность судьи;
- экзаменационные комиссии субъектов Российской Федерации по приему квалификационного экзамена на должность судьи.

Деятельность органов судейского сообщества регулируется актами (регламентами, положениями), принимаемыми этими органами.

## Основные задачи
Основными задачами органов судейского сообщества являются: 
1. содействие в совершенствовании судебной системы и судопроизводства;
2. защита прав и законных интересов судей;
3. участие в организационном, кадровом и ресурсном обеспечении судебной деятельности;
4. утверждение авторитета судебной власти, обеспечение выполнения судьями требований, предъявляемых кодексом судейской этики.

## Председатели Совета судей Российской Федерации
- Карцев, Гарольд Николаевич (1992—1993)
- Бобров, Михаил Михайлович (1993—1995)
- Сидоренко, Юрий Иванович (1995—2012)
- Краснов, Дмитрий Анатольевич (2012—2016)
- Момотов, Виктор Викторович (с 2016 г.)

## Председатели Высшей квалификационной коллегии судей Российской Федерации
- Жеребцов, Анатолий Васильевич (1993—2000)
- Кузнецов, Валентин Васильевич (2000—2013)
- Тимошин, Николай Викторович ( с 2013 г.)